# Tokushima (thành phố)
Tokushima (徳島市 Tokushima-shi,  tiếng Nhật: [tokɯ̥ꜜɕima]) là thành phố tỉnh lị của tỉnh Tokushima, Nhật Bản. Tính đến ngày 1 tháng 7 năm 2022, dân số ước tính thành phố là 249.865 trong tổng số 122.085 hộ gia đình, mật độ dân số là 1.305 người/km². Tổng diện tích của thành phố là 191,52 km².

## Địa lý
Thành phố này nằm ở phía đông bắc của tỉnh Tokushima ở cửa sông Yoshino. Thành phố Tokushima có những đặc điểm tiêu biểu của một thị trấn lâu đài ở Nhật Bản. Phần lớn thành phố nằm ở đồng bằng Tokushima và bằng phẳng, nhưng biểu tượng của thành phố núi Bizan mọc lên ở trung tâm, tạo nên một cảnh quan tuyệt đẹp. Phần phía nam là một khu vực đồi núi với rừng.

### Khí hậu
Thành phố Tokushima có khí hậu cận nhiệt đới ẩm (phân loại khí hậu Köppen: Cfa) với mùa hè nóng và mùa đông mát mẻ. Lượng mưa cao, nhưng có sự khác biệt rõ rệt: mùa hè ẩm ướt hơn và mùa đông khô hạn hơn.
| Dữ liệu khí hậu của Tokushima            | Dữ liệu khí hậu của Tokushima | Dữ liệu khí hậu của Tokushima | Dữ liệu khí hậu của Tokushima | Dữ liệu khí hậu của Tokushima | Dữ liệu khí hậu của Tokushima | Dữ liệu khí hậu của Tokushima | Dữ liệu khí hậu của Tokushima | Dữ liệu khí hậu của Tokushima | Dữ liệu khí hậu của Tokushima | Dữ liệu khí hậu của Tokushima | Dữ liệu khí hậu của Tokushima | Dữ liệu khí hậu của Tokushima | Dữ liệu khí hậu của Tokushima |
| Tháng                                    | 1                             | 2                             | 3                             | 4                             | 5                             | 6                             | 7                             | 8                             | 9                             | 10                            | 11                            | 12                            | Năm                           |
| ---------------------------------------- | ----------------------------- | ----------------------------- | ----------------------------- | ----------------------------- | ----------------------------- | ----------------------------- | ----------------------------- | ----------------------------- | ----------------------------- | ----------------------------- | ----------------------------- | ----------------------------- | ----------------------------- |
| Cao kỉ lục °C (°F)                       | 22.5 (72.5)                   | 23.2 (73.8)                   | 26.4 (79.5)                   | 30.1 (86.2)                   | 32.9 (91.2)                   | 35.7 (96.3)                   | 38.4 (101.1)                  | 38.2 (100.8)                  | 36.2 (97.2)                   | 33.4 (92.1)                   | 27.1 (80.8)                   | 26.7 (80.1)                   | 38.4 (101.1)                  |
| Trung bình ngày tối đa °C (°F)           | 10.0 (50.0)                   | 10.8 (51.4)                   | 14.3 (57.7)                   | 19.6 (67.3)                   | 24.0 (75.2)                   | 26.8 (80.2)                   | 30.6 (87.1)                   | 32.3 (90.1)                   | 28.5 (83.3)                   | 23.1 (73.6)                   | 17.7 (63.9)                   | 12.5 (54.5)                   | 20.9 (69.6)                   |
| Trung bình ngày °C (°F)                  | 6.3 (43.3)                    | 6.8 (44.2)                    | 9.9 (49.8)                    | 15.0 (59.0)                   | 19.6 (67.3)                   | 23.0 (73.4)                   | 26.8 (80.2)                   | 28.1 (82.6)                   | 24.8 (76.6)                   | 19.3 (66.7)                   | 13.8 (56.8)                   | 8.7 (47.7)                    | 16.8 (62.2)                   |
| Tối thiểu trung bình ngày °C (°F)        | 2.9 (37.2)                    | 3.1 (37.6)                    | 5.8 (42.4)                    | 10.6 (51.1)                   | 15.6 (60.1)                   | 19.8 (67.6)                   | 23.9 (75.0)                   | 24.9 (76.8)                   | 21.6 (70.9)                   | 15.9 (60.6)                   | 10.1 (50.2)                   | 5.2 (41.4)                    | 13.3 (55.9)                   |
| Thấp kỉ lục °C (°F)                      | −5.4 (22.3)                   | −6.0 (21.2)                   | −3.6 (25.5)                   | −0.7 (30.7)                   | 4.6 (40.3)                    | 9.7 (49.5)                    | 15.3 (59.5)                   | 16.6 (61.9)                   | 11.9 (53.4)                   | 4.5 (40.1)                    | −1.3 (29.7)                   | −4.3 (24.3)                   | −6.0 (21.2)                   |
| Lượng Giáng thủy trung bình mm (inches)  | 41.9 (1.65)                   | 53.0 (2.09)                   | 87.8 (3.46)                   | 104.3 (4.11)                  | 146.6 (5.77)                  | 192.6 (7.58)                  | 177.0 (6.97)                  | 193.0 (7.60)                  | 271.2 (10.68)                 | 199.5 (7.85)                  | 89.2 (3.51)                   | 63.9 (2.52)                   | 1.619,9 (63.78)               |
| Lượng tuyết rơi trung bình cm (inches)   | 1 (0.4)                       | 1 (0.4)                       | 0 (0)                         | 0 (0)                         | 0 (0)                         | 0 (0)                         | 0 (0)                         | 0 (0)                         | 0 (0)                         | 0 (0)                         | 0 (0)                         | 0 (0)                         | 2 (0.8)                       |
| Số ngày giáng thủy trung bình (≥ 0.5 mm) | 6.5                           | 7.1                           | 10.3                          | 10.1                          | 9.7                           | 13.2                          | 11.2                          | 9.0                           | 11.4                          | 9.4                           | 7.7                           | 6.5                           | 112.2                         |
| Độ ẩm tương đối trung bình (%)           | 61                            | 61                            | 61                            | 62                            | 67                            | 75                            | 77                            | 73                            | 72                            | 69                            | 66                            | 63                            | 67                            |
| Số giờ nắng trung bình tháng             | 160.3                         | 152.5                         | 179.8                         | 197.9                         | 205.7                         | 151.9                         | 192.0                         | 230.6                         | 162.0                         | 163.6                         | 150.4                         | 160.1                         | 2.106,8                       |
| Nguồn: Cục Khí tượng Nhật Bản            |                               |                               |                               |                               |                               |                               |                               |                               |                               |                               |                               |                               |                               |

### Núi
| Tên ngọn núi                | Chiều cao |
| --------------------------- | --------- |
| Bizan (眉山)                | 277 m     |
| Shiroyama (城山)            | 62 m      |
| Nakatsu Mineyama (中津峰山) | 773 m     |
| Nishi Ryuo-san (西竜王山)   | 495 m     |
| Higashi Ryuo-san (東龍王山) | 408m      |
| Kinobeyama (気延山)         | 212 m     |
| Bentenyama (弁天山)         | 6.1 m     |

## Dân số
Theo dữ liệu điều tra dân số Nhật Bản, dân số thành phố Tokushima đã tăng đều đặn trong nhiều thập kỷ qua.

## Kinh tế
Thành phố Tokushima là trung tâm kinh tế của phía đông Shikoku từ thời kỳ Edo. Nó có mối liên hệ sâu sắc với vùng Kinki, đặc biệt là Ōsaka, nơi thậm chí còn trở nên nổi bật hơn trong thời hiện đại sau khi khánh thành Cầu Akashi Kaikyo. Sau sự suy tàn của ngành công nghiệp chàm, sự giàu có của tầng lớp thương gia đã dẫn đến sự phát triển của các ngân hàng và tổ chức tài chính, từ đó dẫn đến xuất hiện các ngành công nghiệp hiện đại như kéo sợi, sản xuất giấy, dược phẩm, chế biến thực phẩm và năng lượng điện. Mặc dù khu vực thành phố đã bị thiêu rụi hoàn toàn do cuộc không kích Tokushima trong Chiến tranh thế giới thứ hai, nhưng nó đã nhanh chóng được xây dựng lại.
Nông nghiệp và lâm nghiệp là ngành đóng góp chính cho nền kinh tế địa phương. Đồng bằng Tokushima ở lưu vực sông Yoshino và Katsuura, đất nông nghiệp màu mỡ. Ngoài sản phẩm gạo, một số mặt hàng như súp lơ và cà rốt là những sản phẩm chính của địa phương.

## Thành phố kết nghĩa
- Saginaw, Michigan (tháng 12, 1961)
- Leiria (1969)
- Đan Đông, Liêu Ninh, (tháng 10, 1991)